# Santuario di San Camillo de Lellis (Milano)
Il santuario di San Camillo De Lellis o della Madonna della Salute è un luogo di culto cattolico di Milano che si trova nell'omonima piazza all'angolo fra via Boscovich e via Lepetit, nel Municipio 3; la chiesa, affidata ai chierici regolari ministri degli infermi, rientra all'interno del territorio della parrocchia di San Gregorio Magno, appartenente al decanato Venezia, nella zona pastorale I dell'arcidiocesi di Milano.

## Storia
Nel 1594 Padre Camillo de Lellis e alcuni suoi religiosi giunsero a Milano su chiamata dell'arcivescovo Gaspare Visconti per servire i malati dell'Ospedale Ca' Granda. I Crociferi, come venivano allora chiamati (oggi detti popolarmente camilliani), dopo oltre duecento anni di presenza nella città, dedicata prevalentemente all'assistenza nelle case dei malati agonizzanti, con le soppressioni napoleoniche furono costretti a lasciare Milano nel 1800. Vi ritornarono però nel 1896 su chiamata del beato cardinale Andrea Carlo Ferrari. Poiché non fu possibile rientrare in possesso della propria chiesa, la Chiesa di Santa Maria della Sanità da essi costruita nel XVIII secolo in via Durini, e nel frattempo affidata al clero secolare, decisero di costruire in via Boscovich una chiesa dedicata nuovamente alla Madonna della Salute, su progetto dell'architetto mons. Spirito Maria Chiappetta.
Il 1º gennaio 1900 lo stesso cardinal Ferrari benedisse la prima pietra. L'inaugurazione avvenne il 15 luglio 1912 e la consacrazione solenne il 30 ottobre 1937 dal cardinale Alfredo Ildefonso Schuster.

## Descrizione

### Esterno
Edificato in stile neogotico, il santuario si presenta intonacato nella parte superiore e a mattoni a vista nella parte inferiore. Al centro della facciata si trova una guglia–campanile in mattoni, con contrafforti e nicchie in marmo bianco. In mattoni anche il portale, il pronao, le grandi finestre a trifora con colonnine e i rosoni in marmo botticino.
La costruzione centrale con le quattro guglie, gli specchi ad archetti ricorrenti in cemento bianco, presenta un'elegante armonia.
Sulle mensole esterne si trovano sei statue in marmo di Carrara, opere dell'artigiano Mario Pelletti.

### Interno
L'interno a tre navate è illuminato da un gioco cromatico con figure di Santi, simboli e decorazioni delle centoventitré vetrate del pittore Eugenio Cisterna. Nell'ampia vetrata delle tribune e nell'apoteosi del suo altare vi è rappresentato San Camillo.
La navata centrale si presenta ampia e slanciata verso l'alto mentre quelle laterali sono più strette, sopra le quali vi sono eleganti tribune con parapetti a traforo, sovrastati da trifore con ricami a ventaglio.
Le dodici colonne in marmo rosa del Garda, che vanno concentrandosi simmetricamente nel tiburio che incornicia la vetrata policroma della Madonna della Salute, poggiano su basamenti ottagonali che terminano con capitelli differenti in gesso, da cui partono nervature sottili e slanciate che si intrecciano nella volta moltiplicandosi e diramandosi.
Sui muri perimetrali vi è la Via Crucis lignea, con più di 500 figure scolpite da fratel Annibale Pagnoni  degli Artigianelli di Monza. A destra si trova l'altare della Madonna del Carmelo e, di fronte, quello di San Giuda Taddeo. Più al centro, a destra, è presente l'altare di San Camillo e, a sinistra, quello del Sacro Cuore.
Il moderno altare maggiore si trova in un'ampia abside, dove si trova in alto la Cappella della Madonna della Salute con un gotico altare in legno dorato.

### Organo a canne
Sulle due tribune ai lati dell'abside trova luogo l'organo a canne Tamburini opus 312, costruito nel 1952.
Lo strumento è a trasmissione elettropneumatica ed il suo materiale fonico è racchiuso all'interno di due casse espressive indipendenti; la sua consolle è mobile indipendente ed è situata a pavimento nella navata; essa dispone di due tastiere di 61 note ciascuna e pedaliera concavo-radiale di 32 note.
Di seguito la disposizione fonica:
| Prima tastiera - Grand'Organo Espressivo |        |
| Bordoncino                               | 16'    |
| Principale                               | 8'     |
| Flauto                                   | 8'     |
| Dulciana                                 | 8'     |
| Ottava                                   | 4'     |
| Decimaquinta                             | 2'     |
| Ripieno                                  | 5 file |

| Seconda tastiera - Espressivo |    |
| Principalino                  | 8' |
| Corno camoscio                | 8' |
| Salicionale                   | 8' |
| Gamba                         | 8' |
| Viola celeste                 | 8' |
| Flauto armonico               | 4' |
| Oboe                          | 8' |

| Pedale     |     |
| Bordoncino | 16' |
| Subbasso   | 16' |
| Principale | 8'  |
| Basso      | 8'  |
| Ottava     | 4'  |